# Демонстраційна версія
Демонстраці́йна ве́рсія (демоверсія, демо, ознайомлювальна версія, пробна версія) — попередня (обмежена і зазвичай безплатна) версія продукту, наприклад, комп'ютерної гри або гігієнічної помади.
Демоверсії дають уявлення потенційним покупцям про продукт що готується і створюються як реклама і для залучення уваги до майбутнього продукту. У цьому сенсі вони прирівнюються до трейлерів для кінофільмів. Зазвичай, вони є в деякому сенсі неготовою до продажу версією повного продукту. З цих причин у більшості випадків вони поширюються безплатно.
Демоверсії бувають до:
- Комп'ютерних програм і систем (англ. demoware).
- Комп'ютерних ігор — демонстраційна версія комп'ютерної гри.
- Пісень. Поняття перетинається з поняттям демозапис.
- Технологічних деталей або приладів підвищеної складності — технологічна демонстрація.

Демоверсії, зазвичай, відрізняються від готового продукту наступними речами:
- Представляють тільки частину готового продукту (приклади: початок пісні, перший рівень гри);
- Є готовим продуктом з урізаними функціями (приклади: програма, в якій відключено збереження), або з урізаними даними (можуть обробляти тільки закладені спочатку дані), або володіти недостатніми можливостями (наприклад, відсутність налаштування на конкретних користувачів);
- Працюють нестабільно (приклади: пробні версії приладів);
- Працюють обмежений час (зазвичай, належить до софту і називається trial-версія) або обмежену кількість операцій, після чого можливі кілька варіантів:
  - Вимагають або постійно нагадують про реєстрацію;
  - Перестають працювати;
  - Відключаються деякі функції;
  - Їх використання стає незаконним;
- Показують тільки віртуальні функції (приклади: комп'ютерна модель матеріального приладу; локальні версії різних інтернет-клієнтів);
- Містить різні функції, що заважають і які не можна вимкнути (приклади: додавання водяних знаків на створювані картинки або відео, присутність рекламних банерів);
- Є рекламною версією продукту — зазвичай, належить до матеріальних продуктів. Вони можуть роздаровуватись на презентаціях як реклама.

Ці риси не є необхідними або достатніми для демоверсій і можуть бути присутніми в будь-якому складі (у тому числі й відсутні). Однак необхідною є наявність або хоча б планування більш готових версій продукту.